# Temu cruckshanksii
Espèce
Temu cruckshanksii ou précédemment Blepharocalyx cruckshanksii est une espèce de plantes à fleurs de la famille des Myrtaceae. Elle est dénommée « temu » (en langue mapudungun ou mapuche),. Elle est endémique au centre et au sud du Chili, et est menacée par la perte d'habitat.

## Description
Temu cruckshanksii est un arbuste ou un arbre qui atteint 15 mètres avec un diamètre de tronc d'environ 50 centimètres. L'écorce est lisse et brun rougeâtre. Les feuilles sont de forme ovale, tandis que les fleurs sont blanches et disposées en inflorescences. Les fruits sont ronds, brun foncé avec des nuances rougeâtres, et ont un goût amer.

## Répartition et habitat
Temu cruckshanksii est endémique du centre et du sud du Chili, allant de la rivière Aconcagua dans la région de Valparaíso au nord à Llanquihue dans la région de Los Lagos au sud.
Il pousse dans les forêts tempérées et dans les forêts côtières reliques du nord du climat méditerranéen. Il pousse dans des endroits humides et ombragés ou sur les rives des cours d'eau dans la chaîne côtière chilienne et les contreforts des Andes entre 400 et 1 000 mètres d'altitude. Il ne tolère pas la neige régulière, mais peut supporter des gelées occasionnelles de courte durée jusqu'à environ −5 °C.

## Taxonomie
L'espèce a été décrite comme Temu cruckshanksii par Otto Karl Berg en 1861. Après des analyses phylogénétiques de la tribu des Myrtaceae, le Blepharocalyx s'est avéré être polyphylétique. L'espèce a été replacée dans le genre Temu en 2019.
Blepharocalyx cruckshanksii a pour synonymes :
- Blepharocalyx divaricatus var. obovatus (O.Berg) Reiche
- Blepharocalyx divaricatus var. ovalis (O.Berg) Reiche
- Blepharocalyx divaricatus var. pauciflorus (O.Berg) Reiche
- Blepharocalyx divaricatus (O.Berg) Nied.
- Eugenia cruckshanksii Hook. & Arn.
- Eugenia divaricata var. obovata O.Berg
- Eugenia divaricata var. ovalis O.Berg
- Eugenia divaricata var. pauciflora O.Berg
- Eugenia elliptica Phil.
- Luma cruckshanksii (Hook. & Arn.) A.Gray
- Myrtus cruckshanksii (Hook. & Arn.) Kuntze
- Temu cruckshanksii (Hook. & Arn.) O.Berg
- Temu divaricatum O.Berg

### Étymologie
La toponymie de Temuco, une ville du sud du Chili, dérive de cette espèce, signifiant en langue mapuche « Eau de Temu« ou “temu dans l'eau” ( »co » signifie eau en langue mapuche).